# 자드송 (1991년)
자드송 크리스치아누 시우바 지 모라이스(포르투갈어: Jadson Cristiano Silva de Morais, 1991년 11월 5일 ~ )는 자드송(포르투갈어: Jadson)으로 알려져 있는 브라질의 축구 선수이다. 그의 포지션은 수비수로, 현재 중국 슈퍼리그의 산둥 타이산에서 활약하고 있다.

## 클럽 경력
아메리카에서 뛰다가 캄페오나투 카리오카의 본수세수로 이적한 자드송은 2015년 1월 31일, 1-0으로 패한 헤젠지와의 리그 경기에서 본수세수 소속으로 데뷔전을 치렀다. 한 시즌 후, 그는 포르투갈 2부 리그의 포르티모넨스로 이적하여 팀 내 핵심 멤버로 자리 잡았고, 리가프로 2016-17 시즌에 리그 우승을 거두며 1부 리그 승격에 성공했다.
포르투갈 1부 리그에서 첫 시즌을 보낸 그는 처음에는 많은 출장 시간을 확보하는 데 어려움을 겪었지만, 다음 시즌에는 팀 수비의 핵심 멤버로 자리 잡으며 팀을 1부 리그에 잔류하는 데 기여했다. 불행하게도, 자드송은 프리메이라리가 2019-20 시즌에 17위로 마감해 강등된 팀의 일원이 되었지만 비토리아 드 세투발이 다음 시즌 라이선스를 획득하는 데 실패하고 행정적으로 3부 리그 캄페오나투 드 포르투갈로 강등되면서 유예를 받았다.
자드송은 포르투갈에 머물지 않고 1부 리그의 바스쿠 다 가마로 임대되며 브라질로 돌아왔다. 이후 또 한 번의 임대 계약으로 2021년 2월 26일, 그는 중국으로 건너가 2부 리그의 우한 싼전에 입단하였다. 2021년 7월 27일, 단 7경기 출장만에 우한을 리그 선두로 이끄는 데 기여한 그는 포르티모넨스로 복귀 후 중국 1부 리그의 산둥 타이산으로 2021 시즌이 끝날 때까지 임대되었다. 임대 이적 후 자드송은 팀 내에서 빠르게 자리를 잡았고, 중국 슈퍼리그 2021 우승멤버 중 한 명이 되었다. 그 다음 시즌, 산둥 타이산으로 완전 이적한 그는 2022년 중국 FA컵 우승컵을 들어올렸다.

## 수상 내역

### 클럽
포르티모넨스
- 리가프로: 2016–17

우한 싼전
- 중국 갑급리그: 2021

산둥 타이산
- 중국 슈퍼리그: 2021[6]
- 중국 FA컵: 2021, 2022.[7]